# يوسيإي أوتسو
يوسيإي أوتسو (باليابانية: 大津 耀誠) (7 أغسطس 1995 في أوساكا في اليابان – )؛ هو لاعب كرة قدم ياباني سابق كان يلعب كمهاجم.

## وصلات خارجية
- يوسيإي أوتسو على موقع رابطة كرة القدم اليابانية للمحترفين (اليابانية)
- يوسيإي أوتسو على موقع قاعدة بيانات كرة القدم.إي يو (الإنجليزية)
- يوسيإي أوتسو على موقع Soccerway.com (الإنجليزية)
- يوسيإي أوتسو على موقع عالم كرة القدم.نت (الإنجليزية)